# Eric Cantú
Eric David Cantú Guerrero (ur. 28 lutego 1999 w Monterrey) – meksykański piłkarz występujący na pozycji defensywnego pomocnika, od 2023 roku zawodnik Atlante.